# Erica erigena
Erica erigena es una especie de arbusto perteneciente a la familia Ericaceae. Es originaria de los acantilados y brezales en Irlanda, suroeste de Francia, España, Portugal y Tánger. 

## Descripción
Se trata de un arbusto compacto, de hoja perenne que crece hasta los 75 cm de altura, con un follaje poco quebradizo y de color rosa oscuro con aroma de miel de flores en invierno y primavera. Su aparición en el extremo oeste de Irlanda, separada de las principales poblaciones del Mediterráneo, sugiere un escape de jardín.

## Cultivo
Su cultivo es a menudo visto como cubierta vegetal entre enanos las coníferas enanas. Como otros de su tipo, es calcífuga , prefiriendo un sitio abierto soleado con suelos ácidos bien drenados. Numerosos cultivares se han desarrollado para el uso del jardín, de los cuales los siguientes han ganado el Premio al Mérito Jardín de la Royal Horticultural Society :
- E. erigena 'Irish Dusk'[4]
- E. erigena f. alba 'W.T. Rackliff'[5] (white-flowered)
- E. erigena f. aureifolia 'Golden Lady'[6] (golden leaved)

## Taxonomía
Erica erigena fue descrita por R.Ross y publicado en Watsonia 7: 164. 1969.
Etimología
Erica: nombre genérico que deriva del griego antiguo ereíkē (eríkē); latínizado erice, -es f. y erica = "brezo" en general, tanto del género Erica L. como la Calluna vulgaris (L.) Hull, llamada brecina.
erigena: epíteto latino 
Citología
Número de cromosomas de Erica erigena (Fam. Ericaceae) y táxones infraespecíficos: n=12
Sinonimia
- Erica carnea subsp. occidentalis Benth.
- Erica carnea var. occidentalis Benth.
- Erica erigena f. alba (Bean).C.McClint.
- Erica herbacea subsp. occidentalis (Benth.) Laínz
- Erica hibernica (Hook. & Arn.) Syme	basónimo
- Erica mediterranea var. alba Bean
- Erica mediterranea var. hibernica Hook. & Arn.
- Erica occidentalis (Benth.) Mateo & Figuerola
- Erica viridipurpurea L.
- Ericoides viridipurpureum (L.) Kuntze[10]